# Just Like You (Falling in Reverse)
Just Like You is het derde studioalbum van de Amerikaanse post-hardcore band Falling in Reverse. Het album werd via Epitaph Records uitgebracht op 24 februari 2015. Just Like You is het laatste album waar gitarist Jacky Vincent aan heeft meegewerkt.

## Nummers
1. "Chemical Prisoner" - 4:20
2. "God, If You Are Above ..." - 3:36
3. "Sexy Drug" - 3:14
4. "Just Like You" - 3:32
5. "Guillotine IV (The Final Chapter)" - 3:35
6. "Stay Away" - 3:21
7. "Wait and See" - 4:38
8. "The Bitter End" - 4:03
9. "My Heart's To Blame" - 3:49
10. "Get Me Out" - 3:45
11. "Die For You" - 3:44
12. "Brother" - 3:21

## Band
- Ronnie Radke - zang, piano
- Jacky Vincent - gitaar, achtergrondzang
- Derek Jones - slaggitaar, zang
- Ryan Seaman - drums, slaginstrument, zang